# 爱德华·吕佩尔
威廉·彼得·爱德华·西蒙·吕佩尔（德語：Wilhelm Peter Eduard Simon Rüppell，1794年11月20日—1884年12月10日）是德国博物学家和探险家。

## 生平
吕佩尔出生在美因河畔法兰克福，父亲是一位银行家。他在1817年游历西奈半島后，便对自然历史产生了浓厚兴趣。之后的三年里，他在意大利帕维亚大学和热那亚大学等地学习地质学、植物学和动物学。
1821年，他和助手一起开始了第一次探险活动。他们穿越西奈沙漠，通过西奈山到达亚历山大港。之后他又沿着尼罗河来到努比亚。他是第一批到达亚喀巴湾和科爾多凡的欧洲探险者。这一次探险直到1927年才结束。
1829年，吕佩尔当选利奥波第那科学院院士。
1831年到1834年间，他再次前往埃塞俄比亚帝国探险。他当时的研究手稿如今收藏在法兰克福大学图书馆中。
为了纪念他对自然科学的贡献，很多物种以吕佩尔命名，其中包括黑白兀鷲（Gyps rueppellii）。